# Territoire Bourbon, Pays de Moulins, Auvergne
 (juin 2025).
Motif : Absence de sources secondaires
- Archive Wikiwix
- Bing
- Cairn
- DuckDuckGo
- E. Universalis
- Gallica
- Google
- G. Books
- G. News
- G. Scholar
- Persée
- Qwant
- (zh) Baidu
- (ru) Yandex
- (wd) trouver des œuvres sur Wikidata

| 1. | Préciser le motif de la pose du bandeau. | Précisez le motif de la pose du bandeau en utilisant la syntaxe suivante : {{admissibilité à vérifier\|date=juillet 2025\|motif=remplacez ce texte par le motif}}                                                  |
| 2. | Informer les utilisateurs concernés.     | Pensez à avertir le créateur de l'article, par exemple, en insérant le code ci-dessous sur sa page de discussion : {{subst:avertissement admissibilité à vérifier\|Territoire Bourbon, Pays de Moulins, Auvergne}} |

Le Territoire Bourbon, Pays de Moulins, Auvergne était une association loi 1901 et anciennement un Pays (aménagement du territoire), située dans le département de l'Allier et la région Auvergne.
L'association a été dissoute le 30 juin 2017.

## Situation
Le Territoire Bourbon couvre le nord du département de l'Allier ; il correspond approximativement à l'arrondissement de Moulins et couvre une partie de la Sologne bourbonnaise et du Bocage bourbonnais.

## Description
- Date de reconnaissance : avril 2007
- Superficie : 2 500 km2
- Population : 90 000 habitants
- Densité : 35 habitants/km2
- Villes principales : Moulins.

## Communes membres
Il regroupe cinq communautés de communes et une communauté d'agglomération pour un total de 83 communes.

## Composition
| Communautés                                                         | Superficie (km2) | Population (2007) | Nombres de Communes | Densité |
| ------------------------------------------------------------------- | ---------------- | ----------------- | ------------------- | ------- |
| Communauté de communes du Pays de Lévis en bocage bourbonnais       | 239,34           | 4 198 hab.        | 8                   | 18      |
| Communauté de communes en Bocage Bourbonnais                        | 402,91           | 7 814 hab.        | 11                  | 19      |
| Communauté de communes Bocage Sud                                   | 332,79           | 6 318 hab.        | 14                  | 19      |
| Communauté d'agglomération de Moulins                               | 757,24           | 55 853 hab.       | 26                  | 74      |
| Communauté de communes Val de Besbre - Sologne Bourbonnaise         | 508,31           | 12 324 hab.       | 16                  | 24      |
| Communauté de communes du Pays de Chevagnes en Sologne Bourbonnaise | 284,58           | 4 965 hab.        | 8                   | 17      |
| Total                                                               | 2 525,44         | 91 472 hab.       | 83                  | 36      |